# Замойский, Томаш
То́маш Замо́йский (1 апреля 1594 — 4 января 1638) — государственный и военный деятель Речи Посполитой, единственный сын великого гетмана коронного и великого канцлера коронного Яна Замойского от четвёртого брака с Барбарой Тарновской, 2-й ординат Замойский (1605—1638), воевода подольский (1618—1619), воевода киевский (1619—1628), генеральный староста краковский (1628—1638), великий подканцлер коронный (1628—1635), великий коронный канцлер (1635—1638), староста кнышинский, сокальский, новотарский, рабштынский, калушский, гонёдзский и речицкий.
Высокообразованный человек своего времени, Томаш Замойский объездил Францию , Нидерланды , Англию , Италию, написал трактат по фортификации, принимал участие в Битве на Куруковом озере
В 1618 году стал воеводой подольским и в этом качестве воевал против турецко-татарских войск Кантемира-мурзы и Девлет-Гирея. В 1619 году Томаш Замойский подписал с польской стороны известное Раставицкое соглашение 1619 года с казаками. В 1614 и 1622 годах дважды избирался депутатом на коронный трибунал в Люблине.
Основал городок Томашполь, что на Винничине.
В 1620 году женился на княгине Катажине (Катерине) Александровне Острожской (1602—1642), дочери воеводы волынского, князя Александра Васильевича Острожского и Анны Костки. Дети:
- Ян «Собепан» Замойский (1627—1665), 3-й ординат Замойский (1638—1665), генерал земли подольской (1637), великий кравчий коронный (1653), великий подчаший коронный (1655), воевода киевский (1658—1659) и сандомирский (1659—1665), староста калушский и ростоцкий

- Гризельда Констанция Замойская (1623—1672), жена с 1637 года воеводы русского князя Иеремии Михаила Вишневецкого (1612—1651)

- Иоанна Барбара Замойская (1626—1653), жена с 1642 года великого хорунжего коронного и воеводы сандомирского Александра Конецпольского (1620—1659)